# Monte-Claro-Kultur

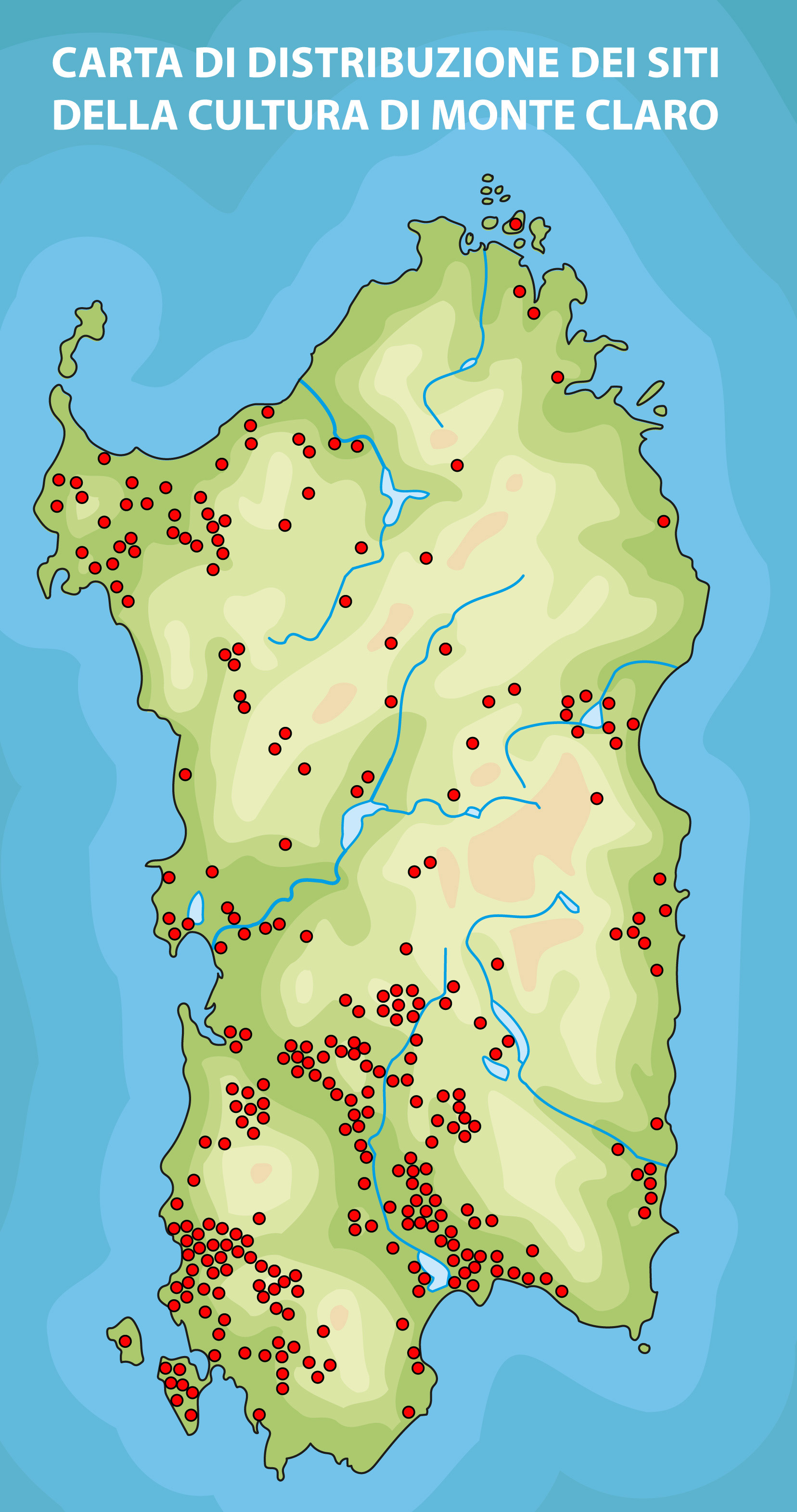
Verteilung der Monte-Claro-Kultur

Die Monte-Claro-Kultur ist nach einem Vorort der Stadt Cagliari benannt. Sie ist die erste rein kupferzeitliche Kultur auf der Insel Sardinien. Dabei ist sie Nachfolgerin der Kulturen von Abealzu-Filigosa und in Teilen der Insel Vorgängerin der bereits bronzezeitlichen Glockenbecherkultur.

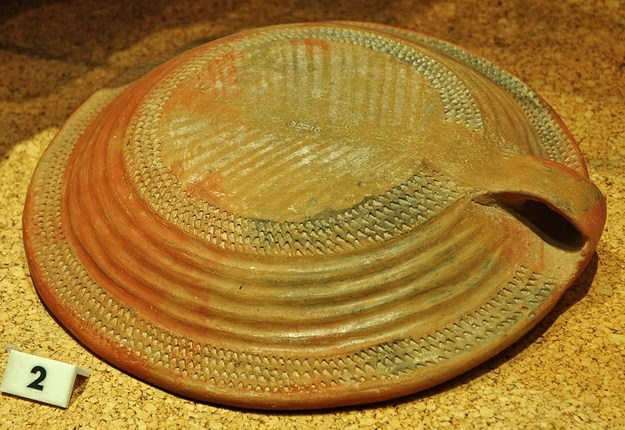
Typische Monte-Claro Keramik

Die anhand von Radiokarbondaten aus der Grotta di Filiestru auf 2700–2200 v. Chr. datierte Kultur ist vor allem durch ihre Backofengräber und eine ungewöhnliche Keramik bekannt, die Beziehungen zur Piano Conte-Kultur in Süditalien und zur Kultur von Fontbouisse im französischen Midi aufzeigt. Dazu gehören flache Schalen und Teller sowie weithalsige Töpfe und Situlen. Die Gefäße sind rillenverziert oder mit Punktmustern versehen. 
Die Monte-Claro-Leute nutzten auch die Domus de Janas der Vorgängerkulturen (z. B. Necropoli di Montessu, Santu Pedru und Sas Concas) und errichteten vermutlich auch Statuenmenhire. Sie sind als alleinige Bewohner der pränuraghischen Siedlung „Sa Sedda de Biriai“ bei Oliena und als Nutzer des Monte Baranta nachgewiesen.